# Itaropsis
Itaropsis är ett släkte av insekter. Itaropsis ingår i familjen syrsor.
Kladogram enligt Catalogue of Life:
| Itaropsis | \| \| Itaropsis microcephala \| \| \| \| \| \| Itaropsis tenella \| \| \| \| |
|           | \| \| Itaropsis microcephala \| \| \| \| \| \| Itaropsis tenella \| \| \| \| |
|           | Itaropsis microcephala                                                       |
|           |                                                                              |
|           | Itaropsis tenella                                                            |
|           |                                                                              |